# Styrax tomentosus
Styrax tomentosus är en storaxväxtart som beskrevs av Alexander von Humboldt och Bonpl. Styrax tomentosus ingår i släktet Styrax och familjen storaxväxter. Inga underarter finns listade i Catalogue of Life.